# Alleanza dei Liberi Democratici
L'Alleanza dei Liberi Democratici - Il Partito Liberale Ungherese (in ungherese: Szabad Demokraták Szövetsége – a Magyar Liberális Párt, SzDSz) è stato un partito politico ungherese di centro, di ideologia liberale, fondato il 13 novembre 1988.
SzDSz era membro dell'Internazionale Liberale e del Partito dell'Alleanza dei Liberali e dei Democratici per l'Europa; all'interno del Parlamento europeo aderiva all'omonimo gruppo politico.

## Storia
Fondato come partito di opposizione ai comunisti, SzDSz trovò sostegno soprattutto nella classe media, nelle grandi città e tra gli intellettuali. Alla prima prova elettorale, le elezioni parlamentari del 1990, ottenne il 21,4%, risultando il secondo partito, e finendo all'opposizione.
Alle elezioni parlamentari del 1994 si confermò secondo partito, questa volta dietro il Partito Socialista Ungherese, con cui strinse quindi un'alleanza di governo che durerà per 14 anni, fino al 2008.
In seguito, dalle elezioni parlamentari del 1998 in poi, ha avuto invece risultati più modesti, oscillando tra il 5 e l'8% circa.
Alle elezioni europee del 2009 ha ottenuto il 2,2%, perdendo quindi i due seggi al Parlamento europeo che aveva conquistato alle precedenti elezioni.
Dopo aver ottenuto soltanto lo 0,25% alle elezioni parlamentari del 2010 era rimasto senza rappresentanza parlamentare.

## Presidenti
- János Kis (23 febbraio 1990 – 23 novembre 1991)
- Péter Tölgyessy (23 novembre 1991 – 13 novembre 1992)
- Iván Pető (13 novembre 1992 – 24 aprile 1997)
- Gábor Kuncze (24 aprile 1997 – 20 giugno 1998)
- Bálint Magyar (20 giugno 1998 – dicembre 2000)
- Gábor Demszky (dicembre 2000 – giugno 2001)
- Gábor Kuncze (giugno 2001 – 31 marzo 2007)
- János Kóka (31 marzo 2007 – 7 giugno 2008)
- Gábor Fodor (7 giugno 2008 – 12 luglio 2009)
- Attila Retkes (12 luglio 2009 – 29 maggio 2010)
- Viktor Szabadai (16 luglio 2010 – 30 ottobre 2013)[2]

## Risultati elettorali
| Elezione          | Voti      | %      | Seggi    | Posizione         |
| ----------------- | --------- | ------ | -------- | ----------------- |
| Parlamentari 1990 | 1.050.799 | 21,40  | 92 / 386 | Opposizione       |
| Parlamentari 1994 | 1.064.788 | 19,74  | 69 / 386 | Maggioranza       |
| Parlamentari 1998 | 344.352   | 7,57   | 24 / 386 | Opposizione       |
| Parlamentari 2002 | 313.084   | 5,57   | 19 / 386 | Maggioranza       |
| Parlamentari 2006 | 351.612   | 6,50   | 18 / 386 | Maggioranza       |
| Parlamentari 2010 | In MDF    | In MDF | 0 / 386  | Extraparlamentare |

| Elezione     | Voti    | %    | Seggi  |
| ------------ | ------- | ---- | ------ |
| Europee 2004 | 237.908 | 7,74 | 2 / 24 |
| Europee 2009 | 62.527  | 2,16 | 0 / 22 |